# 阿里·马姆卢克
阿里·马姆卢克少将（阿拉伯语：اللواء علي مملوك，1946年2月19日—）是叙利亚军事人物，叙利亚总统巴沙尔·阿萨德的特别安全顾问，总管叙全国安全事务，也是巴沙尔政权的核心人物之一。

## 履历
阿里·马姆卢克是逊尼派穆斯林，据说他与叙利亚所有的情报机构都保持良好关系，现任空军情报局和政治情报局的局长曾是他的助手。2005年6月，他被巴沙尔总统任命为国家安全总局局长。六年后的2011年4月，美国政府对他施加制裁，声称他因为反人权行为包括对平民使用暴力等负责。叙国家安全总局镇压了国内持不同政见者，对公民进行监视，而且涉嫌参与叙利亚政府在德拉的行动，叙安全部队在行动中打死了示威者。同年5月欧盟也对他施加制裁，声称他在叙利亚内战中涉嫌镇压反政府示威者。他是巴沙尔总统在内战爆发后任命的军事危机处理机构的成员，其他成员包括国防部长达乌德·拉吉哈、国防部副部长阿塞夫·肖卡特、国家安全顾问希沙姆·伊赫蒂亚尔、军事情报部门主管阿卜杜勒－法塔赫·库德西耶和老牌运营商穆罕默德·纳西夫·赫尔贝克。
2012年7月叙利亚首都大马士革的国家安全总部发生炸弹袭击事件，事后有报道称巴沙尔总统任命马姆卢克为部长级的阿拉伯复兴社会党（叙利亚）地区领导机构民族安全办公室主任（相当于国家安全部部长），总管全国所有安全机构，而前军事情报局局长阿卜杜勒－法塔赫·库德西耶将成为他的助手。
2012年8月11日，黎巴嫩军事法庭起诉马姆卢克与黎前新闻部长米歇尔·萨马哈和叙利亚军官涉嫌策划恐怖活动，称他们涉嫌暗杀黎政治和宗教人物。